# Falco severus
Falco severus е вид птица от семейство Соколови (Accipitridae).

## Разпространение
Видът е разпространен в Бутан, Виетнам, Индия, Индонезия, Камбоджа, Китай, Лаос, Мианмар, Непал, Папуа Нова Гвинея, Соломоновите острови, Тайланд и Филипините.